# Oldemorstoft
Oldemorstoft (auch: Waldemarstoft) ist ein jahrhundertealter Hof in Dänemark, nahe der deutsch-dänischen Grenze bei Flensburg, der bei der Ortschaft Padborg liegt und als Museum des Kirchspiels Bov (deutsch Bau) dient. Der Name wurde und wird teilweise als Flurname für das umliegende Land des Hofes verwendet.

## Geschichte

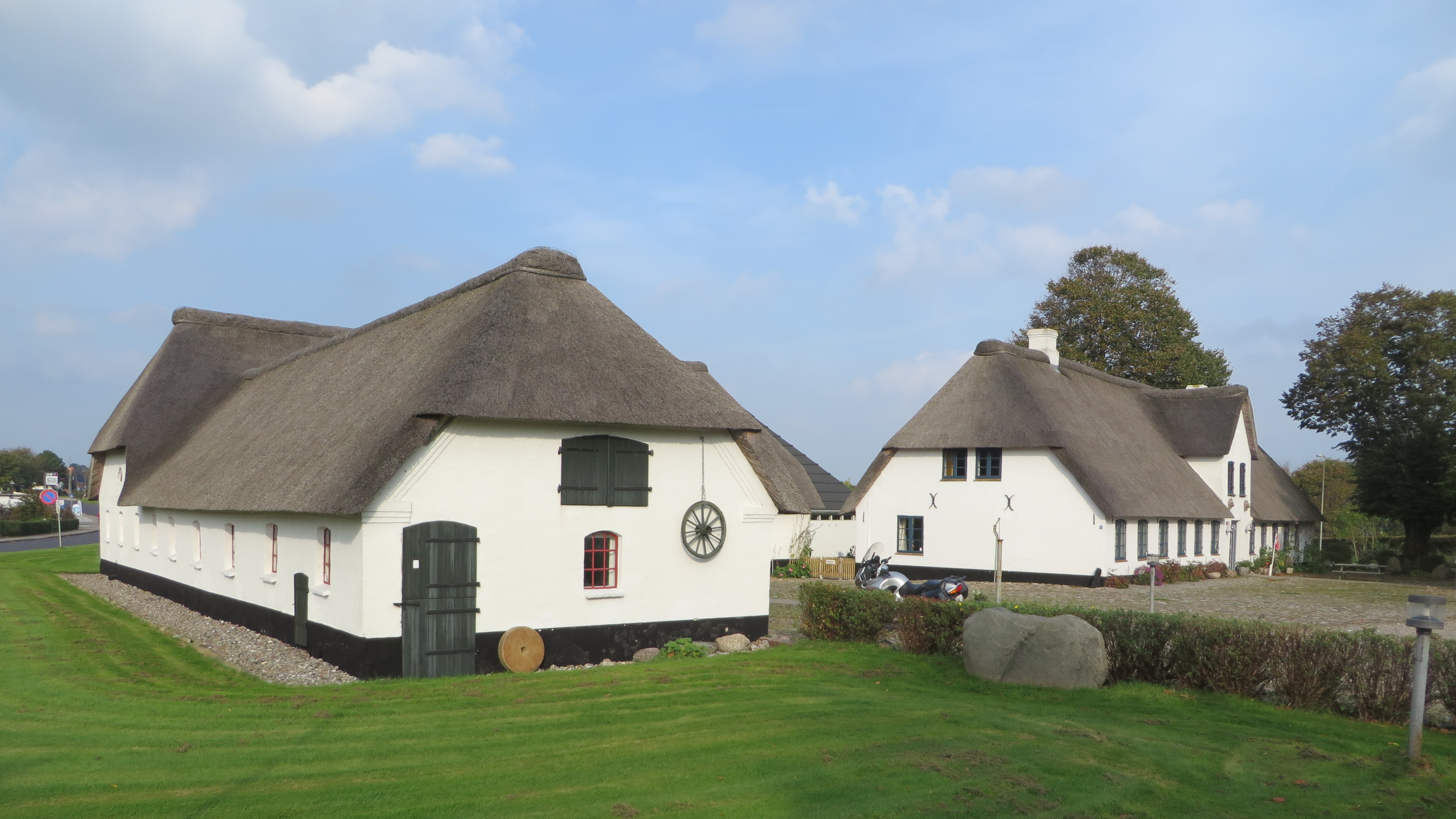
Der Hof Oldemorstoft (2014)

Der Name des Hofes Oldemorstoft setzt sich wohl aus dem Personennamen Waldemar (im Dänischen eigentlich: Valdemar; hier in der Variante: Oldemor) sowie dem alten Wort Toft zusammen. Ein Toft bezeichnet ein abseits vom Dorf oder Siedlung gelegenes, umfriedetes Feld oder Flurstück, auf dem ein Hof steht. Der Sage vom wilden ewigen Jäger von Oldemorstoft nach soll der Hof von König Waldemar (* um 1321; † 1375) als Jagdschloss genutzt worden sein. Um 1345 entstand zur Verteidigung der Stadt Flensburg die nahegelegene Burg Niehuus (vgl. Flensburger Stadtbefestigung). Über der Stadt Flensburg lag in dieser Zeit noch der Vorgängerbau der Duburg, der Hof Flenstoft.
Wirklich bezeugt ist der Hof Oldemorstoft erst seit dem Jahr 1472. In diesem Jahr wird der Hof erstmals in einer Steuerliste Flensburgs erwähnt. Der Besitzer des Hofes war damals Nis Petersen. Dieser starb offenbar in den 1470er Jahren oder Anfang der 1480er Jahre. Zurück blieb auf dem Hof seine Frau Cisser Nisses sowie die Tochter oder Enkelin. Die Witwe und die junge Frau schafften allein kaum die Bewirtschaftung des Hofes. In dieser Zeit kam der Henrik Lorentzen, der Henrik Jæger oder Henrik Schack genannt wurde und der sich im königlichen Dienst befand, als Amtsmann nach Flensburg. Eines Tages verschlug es diesen auf der Jagd nach Oldemorstoft. Der Hof Oldemorstoft befand sich in einem schlechten Zustand. Henrik Lorentzen lernte bei seinem Besuch die junge Frau namens Mette kennen. Er heiratete sie bald darauf und bat um die Entlassung aus dem königlichen Dienst, was ihm gewährt wurde. Zugleich wurde er offenbar für seine treuen Dienste belohnt, denn 1483 erhielt das Anwesen, nach dem ihn der Hofjäger (dänisch Hofjæger) Henrik Lorentzen übernommen hatte, den Status eines Freihofes (dänisch Frigård). Welche Privilegien damit gewährt waren, ist nicht mit Sicherheit bekannt. Die Rechte beinhalteten vermutlich ein ausgedehntes Jagdrecht in der Gegend, das Führen eines Wappens (vgl. mit dem Bild des Wappens der Familie Nissen) sowie eine Konzession zur Einrichtung eines Gasthofes. 1528 wurden die Privilegien des Hofes brieflich durch König Friedrich I. gegenüber den beiden Söhnen von Henrik Lorenzen bestätigt.
Der Hof diente in den 1600er Jahren als Hardesvogtei der Wiesharde. Der wohlhabende Hardesvorgt Nis Asmussen (* 1565; † 1625) und seine Frau Catrina von Oldemorstoft stifteten die Kanzel der Kirche von Bau. Verschiedene Könige sollen in Oldemorstoft übernachtet haben. Der Krumme Weg, der über Flensburg nach Niehuus und von dort über Rønsdam weiter zum Ort Bov führt, wurde früher teilweise auch Königsweg genannt, weil der Hof Oldemorstoft als eine beliebte Logierstation von Adel und Königen galt und unweit des Ortes Bov liegt, also von dort schnell erreichbar ist. So soll beispielsweise König Christian IV. 1616 hier übernachtet haben, was durch einen von ihm datierten Brief belegt ist.
Im 18. Jahrhundert diente der Hof als Gastwirtschaft. Seit wann genau Oldemorstoft als Gasthof diente, ist nicht bekannt. Aus dieser Zeit des „königlich privilegierten“ Gasthofes ist die Sage vom geizigen Gastwirt von Oldemorstoft überliefert. Nach der Volksabstimmung in Schleswig im Jahr 1920 kam Oldemarstoft nach Dänemark.

## Told- og Grænsemuseet

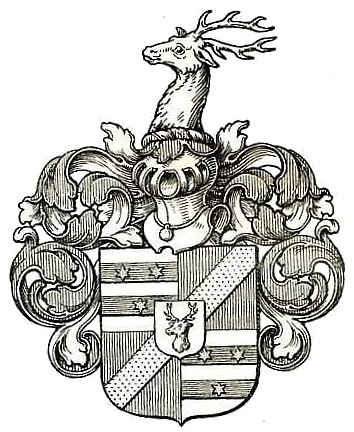
Das Familienwappen der adligen Familie Nissen, die über Jahrzehnte den Hof Oldemorstoft besaß.

Der Hof Oldemorstoft dient ist Teil des Told- og Grænsemuseet, in dem ein Teil als Heimatmuseum aufgebaut ist.
Kurz vor der Eröffnung des Museums wurden in den 1970er Jahren bei vorhergehenden Renovierungsarbeiten des östlichen Hauptgebäudes alte verzierte Dachbalken entdeckt. Die Farben der Wände wurden ebenfalls wieder freigelegt, so dass einige Räumlichkeiten in den Zustand des Jahres 1850 zurückversetzt werden konnten. In der Scheune wurde ein sogenanntes „Manepæl“ gefunden, das mit Hilfe von Magie den Teufel vom Hof fernhalten sollte.
Seit 1979 beherbergt das Museum eine lokalhistorische Ausstellung. 1989 wurden drei Gebäude in Pyramidengestalt errichtet, die seitdem einen großen Teil der Museumssammlung beherbergen.
Seit dem 1. März 2008 bis Anfang 2018 war das Museum Oldemorstoft Teil des Museums Sønderjylland. Seit Januar 2018 wird das Museum als kommunale Einrichtung weiterbetrieben.
Das Museum hat von April bis Oktober Dienstag und Donnerstag von 10 Uhr bis 16 Uhr geöffnet sowie an Samstagen von 13 Uhr bis 16 Uhr. Der Einritt für Erwachsene beträgt 30 Kronen, für Rentner 25 Kronen. Kinder erhalten freien Eintritt. Von November bis März hat das Museum nur nach Absprache geöffnet (Stand 2014).
Das Museum Oldemorstoft beherbergt:
- eine Ausstellung zum Hof Oldemorstoft.[8] Der erwähnte Brief mit den königlichen Privilegien von 1528 ist im Museum ausgestellt.[8]
- eine Abteilung zur Schleswig-Holsteinischen Erhebung, wo es insbesondere um die Schlacht von Bau geht.[24][12]
- eine Ausstellung zur nahgelegenen Grenze[8]: Die Ausstellung zur Grenze besteht seit dem 5. Mai 2010. Sie behandelt den Zeitraum von 1920 bis 2010,[8] den Zeitraum, als dänische Gendarmen die Grenze bis 2001 kontrollierten und die Zeit danach, wie seit dem Schengener Abkommens mit der deutschen Seite zusammengearbeitet wird.[23]
- eine Ausstellung zur Landwirtschaft der Gegend,[8]

Bereichert wird das Museumsangebot durch Sonderausstellungen. Des Weiteren gibt es ein kleines Hof-Café.

## Sagen vom Hof Oldemorstoft

### Der wilde ewige Jäger von Oldemorstoft

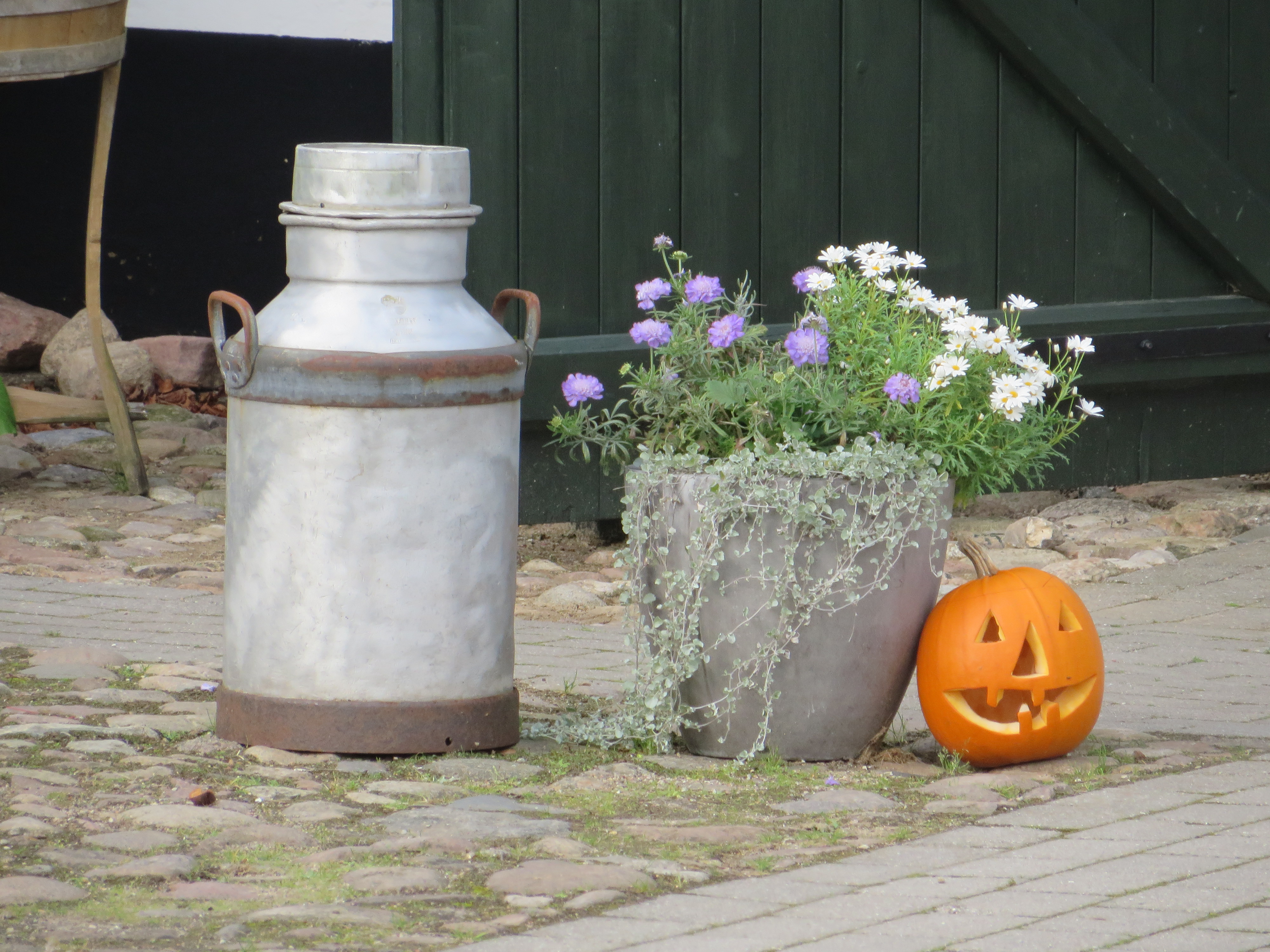
Ein Halloweenkürbis am Eingang von Oldemorstoft (Oktober 2014)

Die Sage berichtet, dass König Waldemar einst im Sommer und Herbst das Jagdschloss Waldemarstoft bewohnte, um seinem Lieblingsvergnügen, der Jagd, nachzugehen. Eines Tages ritt der König früh am Morgen mit vielen Jägern und Hunden in den Wald. Die Jagd verlief gut, doch je mehr Beute er machte, desto mehr gelüstete es ihm, noch mehr zu erlegen. Der Tag verging und langsam neigte sich die Sonne. Noch immer ließ er nicht ab von der Jagd. Als endlich tiefe Nacht eintrat und die Jagd eingestellt werden musste, rief der König aus: „Oh, wenn ich doch nur ewig jagen könnte!“ Da erscholl aus der Luft eine Stimme: „Dein Wunsch sei dir gewährt, König Waldemar, von Stund' an wirst du ewig jagen.“ Wenig später starb der König und seit seinem Todestag reitet er jede Nacht auf einem schneeweißen Pferd, umgeben von seinen Jägern, hoch über den Wäldern Flensburgs durch die Luft und rauscht mit ihnen zusammen, mit den bellenden Hunden voran, in wilder Jagd dahin. Die Sage berichtet weiter, man könnte ihn zur Johannisnacht dort hören. Ebenso sei er in den Herbstnächten im Flensburger Stadtgraben zu hören. Die Luft töne von Hörnerklang und Hundegebell, von Pfeifen und Rufen wider, als ob eine ganze Jagd im Anzug wäre. Solche Winde werden deshalb mit den Worten „Da zieht der König Waldemar!“ beschrieben.
Die Sage gehört zum Sagenkreis vom Wilden Jäger, die ihren Ursprung im Wotansmythos haben sollen.

### Das Zimmer des König Waldemars im Wirtshaus
Als sich das Jagdschloss in ein Wirtshaus verwandelt hatte, sei noch lange ein Zimmer vorhanden gewesen, welches in dem Zustand gewesen sei, wie König Waldemar es bewohnt hatte. In einer Ecke habe ein Himmelbett gestanden, über das eine dunkelrote Samtdecke mit goldenen Fransen gelegen habe. Eine alte Orgel, auf der einst der König gespielt habe, soll noch dort gestanden haben. Die Wände seien mit alten Bildern bedeckt gewesen. Ein Porträtbild des Königs habe einen Mordanschlag auf den König bezeugt. Der Attentäter hätte durch die Tür geschossen, jedoch nur das Bildnis des Königs an der Wand getroffen. Auf dem Bild sei das Loch, das durch die Kugel entstanden war, zu sehen gewesen. Zudem habe in der Wand dahinter die Kugel gesteckt.
Bei einem Attentat mit dem Schuss einer Kugel muss diese Sage hinterfragt werden, insbesondere, welche frühe Art von Handfeuerwaffe es denn gewesen sein könnte, da König Waldemar offensichtlich im 14. Jahrhundert gelebt hat.

### Der geizige Gastwirt von Oldemorstoft

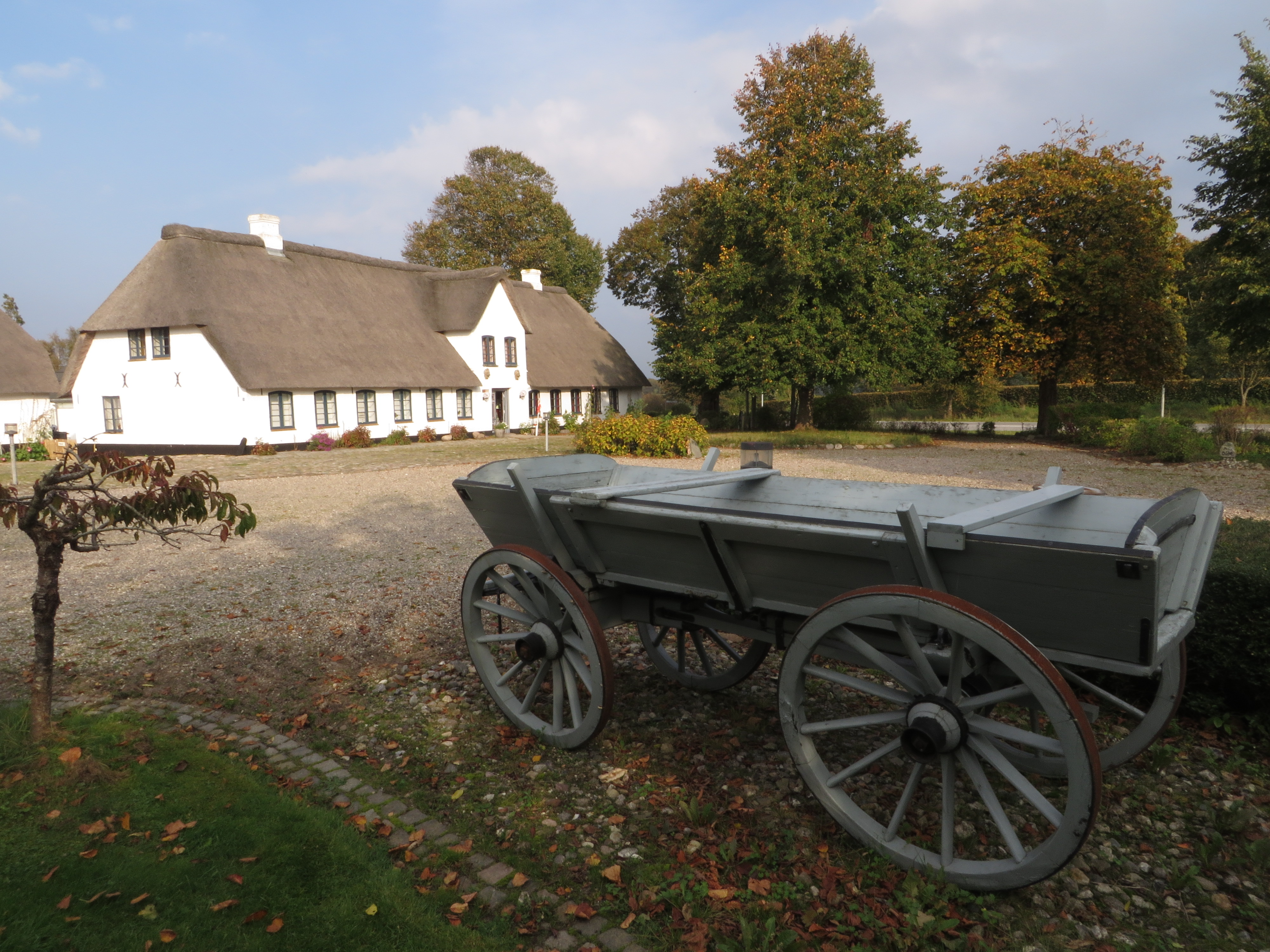
Waldemarstoft, Fuhrwerk auf dem Hof von Oldemorstoft (2014)

Vom geizigen Gastwirt des Gasthofes Oldemorstoft beim Ochsenweg heißt es, dass er den Pferden den Hafer aus den Krippen stahl, wenn die Ochsentreiber und Fuhrleute schliefen, so dass die Pferde auf ihrem weiteren Weg vor Hunger starben. Als der Wirt gestorben sei, habe es in den Ställen des Nachts zu Lärmen begonnen. so dass kein Mensch im Gasthof schlafen konnte. Vom herumgeisternden Gespenst des Wirtes habe der Lärm hergerührt, weshalb man einen Priester geholt hätte, damit dieser den unerträglichen Zustand beseitige. Der Prediger hätte begonnen, den Unruhegeist niederzumahnen, doch als der Geist schon bis zu den Hüften herunter in die Erde getrieben war, habe dieser dem Priester das Buch aus der Hand geschlagen, so dass er auf der Höhe des Herzens stecken blieb und somit mit dem Kopf herausragte. Nun konnte der Priester ihn nicht weiter hinunterbekommen. Deshalb habe man über den aus dem Boden herausragenden Rest des Gespenstes einen Kupferkessel gestülpt und eine Mauer darüber gemauert. Seit dieser Zeit habe wieder Ruhe auf dem Gasthof geherrscht. Doch die Mauer mit dem Kessel sei noch da. Man würde es nicht wagen, sie wegzubrechen.
Es ist davon auszugehen, dass die Sage wohl in den 1700er Jahren angesiedelt ist, als der Hof als Gastwirtschaft diente.